# Salsa Celtica
Salsa Celtica è un gruppo musicale scozzese che combina i ritmi della salsa cubana con strumenti tradizionali scozzesi.
Salsa Celtica è nato nel 1995 da un gruppo di musicisti scozzesi di musica jazz e folk.
Nel 1997 visitarono Cuba e furono fortemente affascinati e influenzati dai ritmi dell'isola. Ispirati da quel viaggio realizzarono il loro primo album, Monstruos y Demonios, che fu acclamato dalla critica e dal pubblico.

## Discografia
- Monstruos y Demonios, Angels and Lovers (1997) Eclectic Records
- The Great Scottish Latin Adventure (2000) Greentrax Recordings
- El Agua de la Vida (2003) Greentrax Recordings
- El Camino (2006) Discos León
- En Vivo en el Norte - In Concert (2010) Discos León
- The Tall Islands (2014) Discos León